# Torwächterhaus (Oberderdingen)

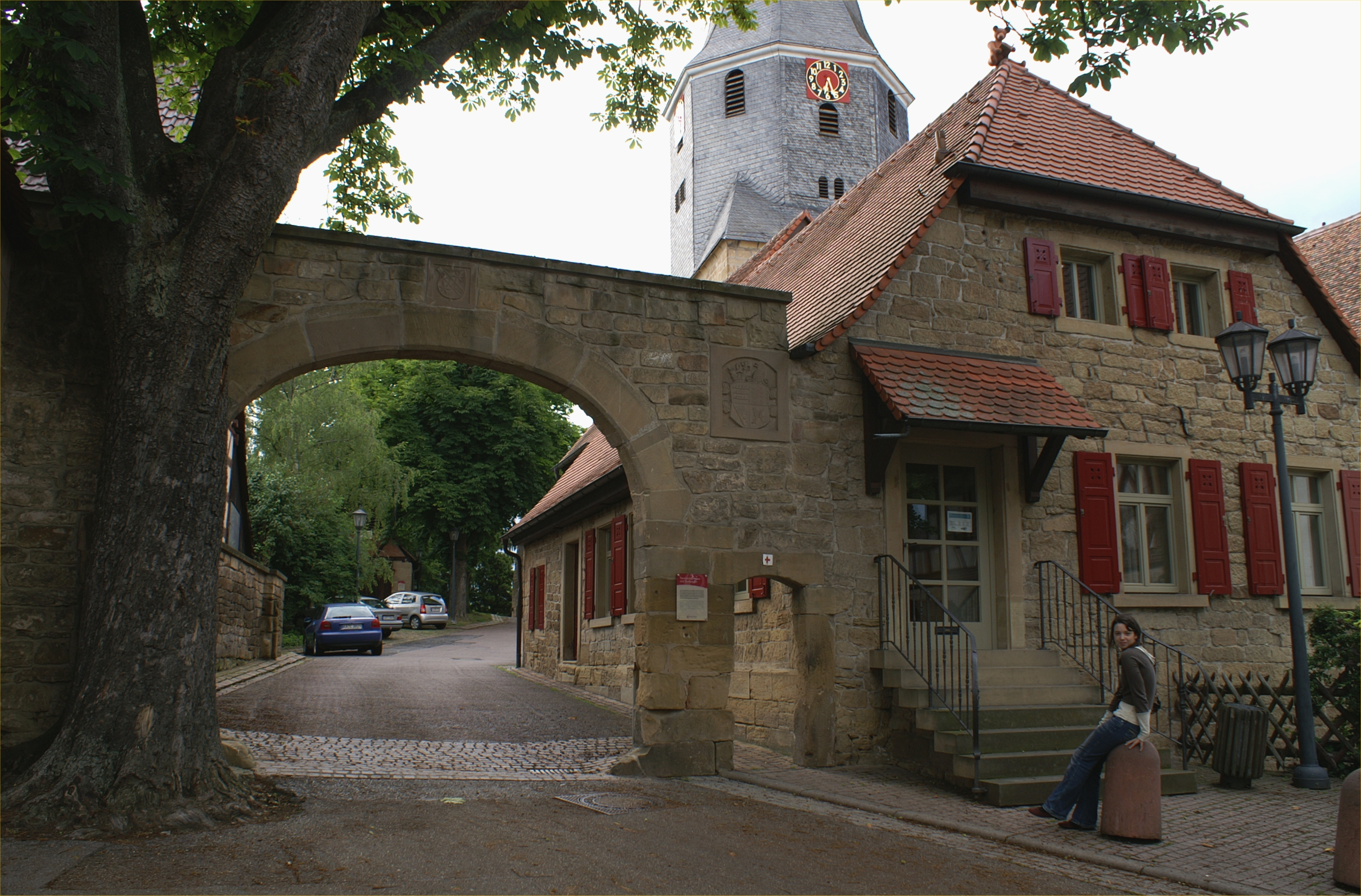
Torwächterhaus und Torbogen in Oberderdingen

Das Torwächterhaus in Oberderdingen, einer Stadt im Landkreis Karlsruhe (Baden-Württemberg), ist ein 1772 errichtetes Haus am Eingang zum Amthof. Das Gebäude mit der Adresse Amthof 4 ist ein geschütztes Baudenkmal.

## Geschichte
Nachdem der Wassergraben des Amthofes aufgegeben und der Torturm abgerissen wurde, verlegte man die Haupteinfahrt zum Amthof an die südöstliche Seite. Man errichtete hier ein Tor für die Einfahrt und daneben das Torwächterhaus. 

## Beschreibung
Das Torwächterhaus wurde aus Bruchsteinen des heimischen Sandsteins errichtet. Es besteht aus einem Erd- und einem Dachgeschoss, die von einem Satteldach mit Krüppelwalm gedeckt werden. 

## Heutige Nutzung
Nach umfangreichen Renovierungen eröffnete die Gemeinde Oberderdingen 1986 im Torwächterhaus eine Gemeindebücherei. Stand November 2022 ist geplant, das Torwächterhaus als Kindergarten zu nutzen.